# Републикански път III-6041
Републикански път IIІ-6041 е третокласен път, част от Републиканската пътна мрежа на България, преминаващ изцяло по територията на Пернишка област, Община Радомир. Дължината му е 16,4 km.
Пътят се отклонява наляво при при последния 11,9 km на Републикански път III-604 в центъра на село Жедна и се насочва на изток през най-южната част на Радомирската котловина, при допирът ѝ със северните склонове на Конявска планина. Преминава последователно през селата Касилаг, Кондофрей, Чуковец и Гълъбник и в югозападната част на село Долна Диканя се свързва с Републикански път I-1 при неговия 308,8 km.
| Пътища, отклоняващи се надясно (населено място, № на пътя, посока на пътя) | km   | Пътища, отклоняващи се наляво (посока на пътя, № на пътя, населено място) |
| -------------------------------------------------------------------------- | ---- | ------------------------------------------------------------------------- |
| Община Радомир, с. Жедна III-623, 26,9 km, с. Жедна →                      | 0,0  | ← с. Жедна, 11,9 km, III-604, Община Радомир → с. Жедна, 26,9 km, III-623 |
| с. Касилаг                                                                 | 1    | с. Касилаг                                                                |
| с. Кондофрей                                                               | 4,1  | → с. Кондофрей, общински път (за с. Долни Раковец)                        |
| с. Чуковец                                                                 | 6,1  | с. Чуковец                                                                |
| (за с. Делян) общински път, с. Гълъбник ←                                  | 10,9 | с. Гълъбник                                                               |
| (до ГКПП Кулата-Промахон) I-1, 308,8 km, с. Долна Диканя ←                 | 16,4 | ← с. Долна Диканя, 308,8 km, I-1 (от ГКПП Видин-Калафат)                  |